# Station Amersfoort Centraal

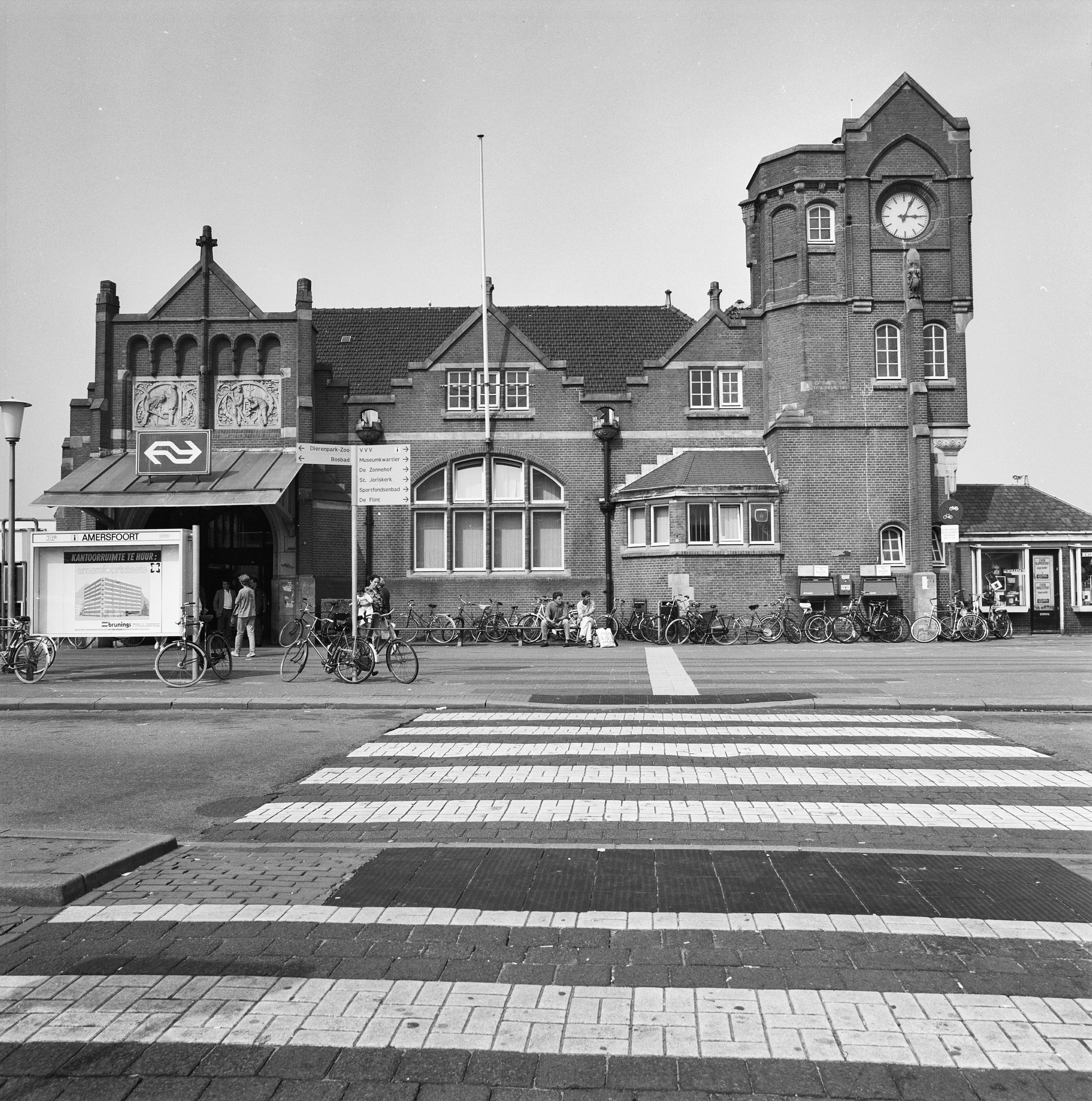
Het vroegere station Amersfoort uit 1901 in 1989.

Station Amersfoort Centraal is het belangrijkste spoorwegstation in Amersfoort en een belangrijk knooppunt in het spoorvervoer tussen de Randstad en Noord- en Oost-Nederland.

## Geschiedenis
Het eerste station (Amersfoort NCS) werd geopend op 20 augustus 1863. Het lag aan de toen geopende Centraalspoorweg (Utrecht – Amersfoort – Zwolle) van de Nederlandsche Centraal-Spoorweg-Maatschappij (NCS). Het lag ten oosten van het huidige station,
Op 10 juni 1874 kwam de verbinding naar Hilversum – Amsterdam (Gooilijn) in gebruik, op 15 mei 1876 werd deze verlengd naar Apeldoorn – Zutphen. Dit was de Oosterspoorweg van de Hollandsche IJzeren Spoorweg-Maatschappij (HSM).
Op 18 februari 1886 werd ook de spoorlijn Kesteren - Amersfoort geopend, waardoor er een nieuwe HSM-verbinding Amsterdam – Amersfoort – Nijmegen mogelijk werd. Omdat deze lijn komende vanuit Amsterdam al vóór de stad aftakt, was het noodzakelijk aan deze lijn een tweede station Amersfoort Staat te openen. Om toch een overstap te kunnen bieden tussen de beide lijnen van de HSM werd in 1889 een extra station Amersfoort Aansluiting geopend.
Om een einde te maken aan deze onpraktische situatie van drie stations op korte afstand, werd in 1901 op de huidige locatie een nieuw stationsgebouw van de HSM, naar een ontwerp van Dirk Margadant, in gebruik genomen. Ook de treinen van de NCS gingen hiervan gebruikmaken. Nadeel van het nieuwe station was wel dat dit verder van het centrum kwam te liggen. Door het hoogteverschil tussen het stationsplein en de sporen, kon er een brug over de perrons gebouwd worden, die gelijkvloers aansloot op de stationshal. Het oude NCS-station bleef behouden als dienstgebouw en bestaat nu nog steeds.
In de nabijheid van het nieuwe station werd in 1904 de wagenwerkplaats van de HSM geopend. Deze is tot 2000 in bedrijf geweest. In 1914 werd de tramlijn Zeist – Arnhem verlengd tot Amersfoort.

### Vernieuwing en uitbreiding in de jaren 1960 en jaren 1970
Station Amersfoort was het eerste station in Nederland dat een roltrap kreeg, de roltrap werd op 10 oktober 1962 in gebruik genomen. 
Station Amersfoort behoorde samen met Amsterdam, Utrecht en Arnhem tot de (enige) groep stations die het grootste type van de eerste generatie Centraal bediende treinaanwijzers (CTA's) op de perrons kreeg (na een proef in Utrecht vanaf 1961). In 1967, of eerder, waren ze op station Amersfoort in bedrijf.
Rond 1969 werden deze CTA's qua kleurstelling aangepast aan de nieuwe huisstijl. Station Amersfoort behoorde ook tot een eerste groep stations waarbij vanaf 1967 de vertreklocatie van de trein werd aangeduid per spoor, en niet meer per perron (waar vaak meer sporen aan kunnen liggen).
In de periode 1969-1975 onderging het station grotere veranderingen. Het eerste perron werd rond 1969 omgebouwd tot eilandperron. Het station kon hierdoor bij de invoering van het dienstregelingsmodel Spoorslag '70 gelijktijdig zowel treinen naar Zwolle (en verder naar Groningen en/of Leeuwarden) als treinen naar Hengelo (en verder naar Enschede of Duitsland) gaan verwerken waarbij reizigers voortaan 'cross-platform' konden overstappen. In 1971 kreeg ook dat perron een roltrap. De in de eerste helft van de jaren 1970  gebouwde perronoverkapping en wachtkamer annex kiosk op dat eerste perron hebben, door de latere periode van bouw, een afwijkende stijl/architectuur gekregen ten opzichte van de meer oudere, meer klassieke, bebouwing op het tweede perron.
In 1974 werd er gebouwd aan een voetgangersbrug aan de westelijke zijde van het station. (Deze is waarschijnlijk in de maand oktober dat jaar voltooid, deze loopbrug is rond het jaar 1998  vervangen door een nieuwere voetbrug c.q. gerenoveerd en verlengd).

## Station sinds 1997
Het uit 1901 daterende stationsgebouw werd in 1997 door nieuwbouw vervangen. De historische bebouwing op het tweede perron bleef gehandhaafd en dat gold ook voor de meer recente bebouwing op het rond 1970 omgebouwde eerste perron. Er kwam reeds in 1996 een derde eilandperron bij, en in de jaren erna door het doortrekken van de nieuwe passerelle, een achteringang aan de zijde van het Soesterkwartier dat door het verdwijnen van een deel van het spoorwegemplacement op deze plek herontwikkeld kon worden. De voltooiing van een tweede, secundaire stationshal aan deze noordelijke achterzijde, geïntegreerd in het kantoorgebouw 
Eempolis, was in 2004. Deze noordelijke stationshal heeft vooral de functie van een tweede stations-entree en heeft verder weinig voorzieningen. Omdat de treinen naar de Randstad voortaan vanaf het derde perron zouden gaan vertrekken, werd het klantenpotentieel voor de stationsrestauratie in de historische bebouwing op het tweede perron kleiner. NS-stations is later overigens grotendeels afgestapt van het concept van stationsrestauraties. Sinds deze tijd zijn er op particulier initiatief wel op commerciële basis restaurants geëxploiteerd op dit tweede perron.
Behalve de hoofdtraverse (passerelle) is er ook een tweede traverse (voetbrug) aan de westelijke zijde. De is rond 1998 gebouwd ter vervanging van de voetbrug uit 1974 (of het betrof een renovatie en verlenging van de bestaande voetbrug). Deze voetbrug ligt vlak bij het westelijke uiteinde van de stationsbebouwing bij een fietsenstalling en een parkeerterrein en staat in verbinding met alle perrons. Maar in tegenstelling tot de hoofdtraverse (passerelle) loopt deze traverse (voetbrug) niet door naar het Soesterkwartier ten noorden van het spoor. Ook heeft deze voetbrug geen roltrappen of liften.
Het station had vroeger zaksporen op het eerste en tweede perron waarbij het zakspoor op het tweede perron gebruikt werd voor stoptreinen naar Hilversum en Amsterdam. Door de opening van het derde perron en door de opening van de stations Schothorst en Vathorst in de noordoostelijke uitbreidingswijken van Amersfoort zijn de zaksporen niet meer noodzakelijk. Want door het nieuwe derde perron kwam het tweede perron vrij voor kerende treinen en op de stations Schothorst en Vathorst zijn keersporen gebouwd waar treinen die voorheen keerden op Amersfoort Centraal gebruik van maken. Onder meer de Sprinter uit Amsterdam is verlengd naar Amersfoort Vathorst. De zaksporen op station Amersfoort zijn dan ook weggehaald zodat ze geen barrière meer vormden voor de overstappende reizigers op de perrons.
Amersfoort is sinds Spoorslag '70 een belangrijk knooppunt voor de intercitytreinen vanuit de Randstad naar de noordelijke provincies en Twente, in vakjargon de 'NoordOost' genoemd.  Door middel van cross-platform overstappen te Amersfoort zijn er ieder half uur verbindingen tussen Amsterdam, Schiphol, Den Haag en Rotterdam enerzijds en Leeuwarden / Groningen / Enschede anderzijds. Maar met de opening van de Hanzelijn in 2012 zijn de aansluit- en overstaptijden in Amersfoort verruimd ten gunste van Zwolle. Het aantal rechtstreekse treinen is afgenomen, omdat de verbindingen vanuit Den Haag met Leeuwarden en Groningen via (Schiphol en) de Hanzelijn worden aangeboden in plaats van via Amersfoort.
Verder rijden er en sprinters in de richtingen Amsterdam, Utrecht, Zwolle en Ede-Wageningen.
Bij het station ligt een busstation voor stadsbussen van Syntus Utrecht en streekbussen van Syntus Utrecht, U-OV en EBS.
Met ingang van 15 december 2019 kreeg het station, net als dat van Eindhoven, de aanduiding 'Centraal'.
Het station is afgesloten met OVC-poorten.
In 2020-2021 werden de wissels ten oosten van het station vervangen, in het kader van groot spooronderhoud om de 40 jaar (de wissellayout was in het geval van de oostelijke zijde van station Amersfoort uit de periode rond 1996, de tijd van de ingrijpende spoorlayoutwijzigingen vanwege de perronuitbreidingen en de  spoorverdubbeling tot aan Schothorst, dus een tijdspanne van ruim 20 jaar in plaats van 40 jaar).
In juli-augustus 2024 gebeurde dat ten westen van het station, gedurende 7 weken. 42 wissels werden verwijderd en er kwamen er 29 terug. Het vertrek richting Utrecht en Amsterdam kan sindsdien in plaats van aan 40 km/u aan 60 en 80 km/u, wat de reizigers anderhalve minuut tijdwinst zou opleveren.

## Verbindingen
De volgende treinseries halteren in de dienstregeling 2025 te Amersfoort:
| Serie         | Treinsoort                                    | Route | Bijzonderheden |
| ------------- | --------------------------------------------- | --- | --- |
| 140/240 IC 77 | Intercity (NS International / DB Fernverkehr) | Amsterdam Centraal – Hilversum – Amersfoort Centraal – Apeldoorn – Deventer – Hengelo – Bad Bentheim – Rheine – Osnabrück Hbf – Bünde (Westf) – Hannover Hbf – Berlin-Spandau – Berlin Hbf – Berlin Ostbahnhof     | Stopt niet in Almelo. Rijdt elke twee uur. |
| 450           | European Sleeper (European Sleeper)           | Brussel-Zuid – Antwerpen-Centraal – Roosendaal – Rotterdam Centraal – Den Haag HS – Schiphol Airport – Amsterdam Centraal – Amersfoort Centraal – Deventer – Bad Bentheim – Berlin Hbf – Dresden Hbf – Praha hl.n. | Stopt 2-3x per week. Stopt richting Brussel niet op Schiphol Airport en Den Haag HS. |
| 500           | Intercity (NS)                                | Den Haag Centraal – Gouda – Utrecht Centraal – Amersfoort Centraal – Zwolle – Assen – Groningen | |
| 600           | Intercity (NS)                                | Leeuwarden – Meppel – Zwolle – Amersfoort Centraal – Utrecht Centraal – Gouda – Den Haag Centraal | |
| 1500          | Intercity (NS)                                | Amsterdam Centraal – Hilversum – Amersfoort Centraal – Apeldoorn – Deventer | Rijdt op werkdagen tijdens de spits van/naar Deventer. Tussen de spitsen is dat 1x per 2 uur. Rijdt in het weekend enkele ritten van/naar Deventer.                                           |
| 1700          | Intercity (NS)                                | Den Haag Centraal – Gouda – Utrecht Centraal – Amersfoort Centraal – Apeldoorn – Deventer – Almelo – Hengelo – Enschede                                                                                            | Rijdt na 20:00 uur tussen Enschede en Utrecht Centraal en rijdt dan vanaf Utrecht Centraal door als Intercity 2800 naar Rotterdam Centraal.                                                   |
| 1800          | Intercity direct (NS)                         | Breda – Rotterdam Centraal – Schiphol Airport – Amsterdam Zuid – Duivendrecht – Hilversum – Amersfoort Centraal – Amersfoort Schothorst                                                                            | Via HSL. Rijdt na circa 20:00, op zaterdagochtend tot 9:00 en op zondagochtend tot 9:30 niet tussen Breda en Rotterdam Centraal.                                                              |
| 5300          | Sprinter (NS)                                 | Amersfoort Centraal – Nijkerk – Harderwijk | Rijdt van maandag t/m donderdag in de ochtendspits naar Amersfoort Centraal en in de middagspits naar Harderwijk. Stopt niet in Amersfoort Schothorst, Amersfoort Vathorst, Putten en Ermelo. |
| 5600          | Sprinter (NS)                                 | Utrecht Centraal – Utrecht Overvecht – Amersfoort Centraal – Zwolle | |
| 5800          | Sprinter (NS)                                 | Amersfoort Vathorst – Amersfoort Centraal – Hilversum – Weesp – Amsterdam Centraal | Rijdt in de vroege ochtend en na 22:30 uur niet tussen Amersfoort Vathorst en Amersfoort Centraal.                                                                                            |
| 21440         | Intercity (NS)                                | Utrecht Centraal – Amersfoort Centraal | Nachtnet. Rijdt alleen in de nachten volgend op vrijdag en zaterdag. |
| 31300 RS 34   | Sprinter (Keolis)                             | Amersfoort Centraal – Barneveld Centrum – Ede-Wageningen | Onderdeel van de formule RRReis. |
| 31400 RS 34   | Sprinter (Keolis)                             | Amersfoort Centraal – Barneveld Centrum – Barneveld Zuid | Onderdeel van de formule RRReis. |

De laatste Intercity uit de 1700-serie (richting Den Haag Centraal) rijdt omstreeks middernacht niet verder dan Utrecht Centraal.

## Voorzieningen
In de hal was een 'serviceplein' met computers waarop informatie van NS en Connexxion te raadplegen was.
Bij de verbouwing in 1997 is er in en bij de stationshal veel ruimte ingericht voor commerciële ondernemingen.

## Galerij

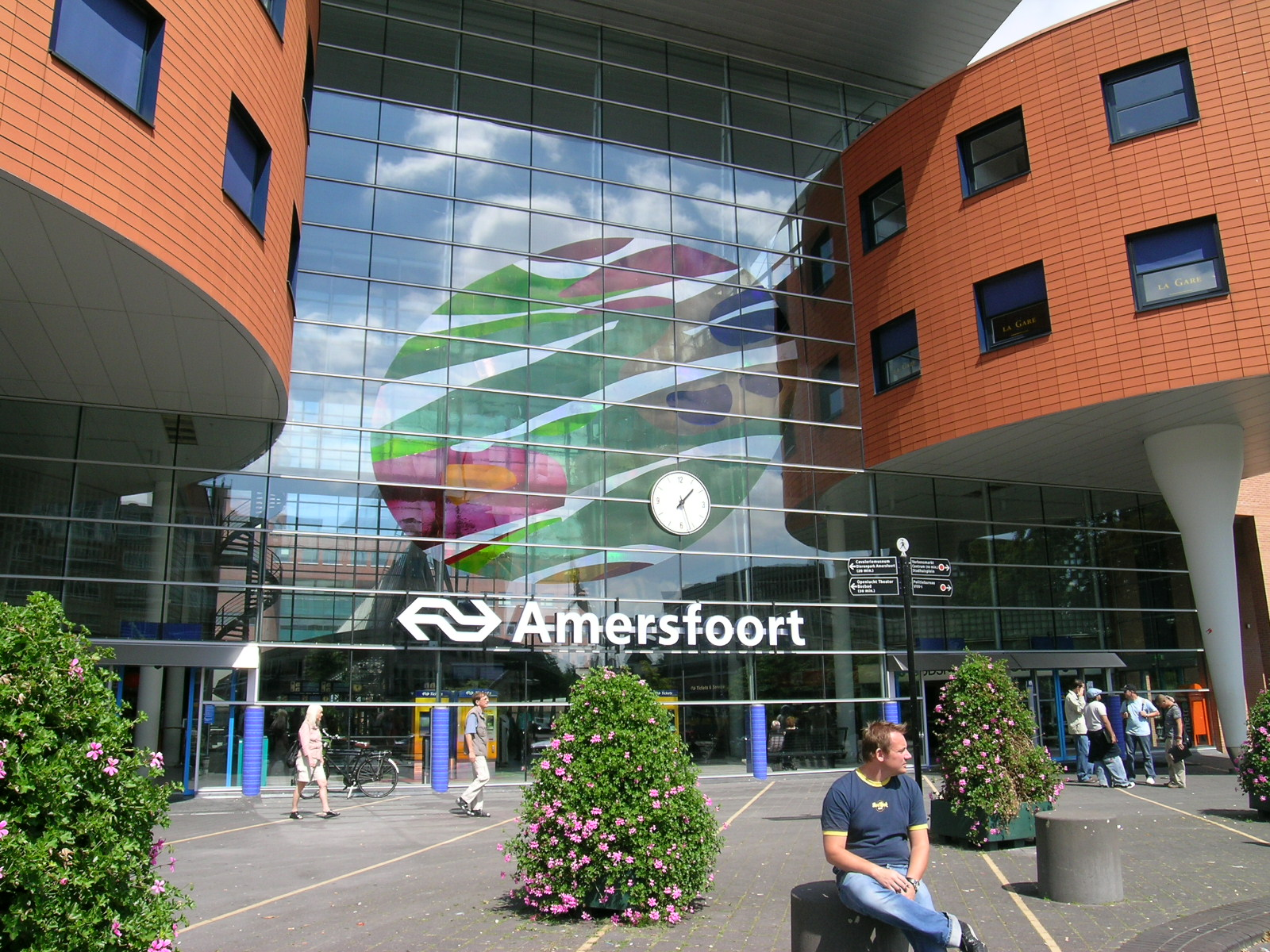
Hoofdingang
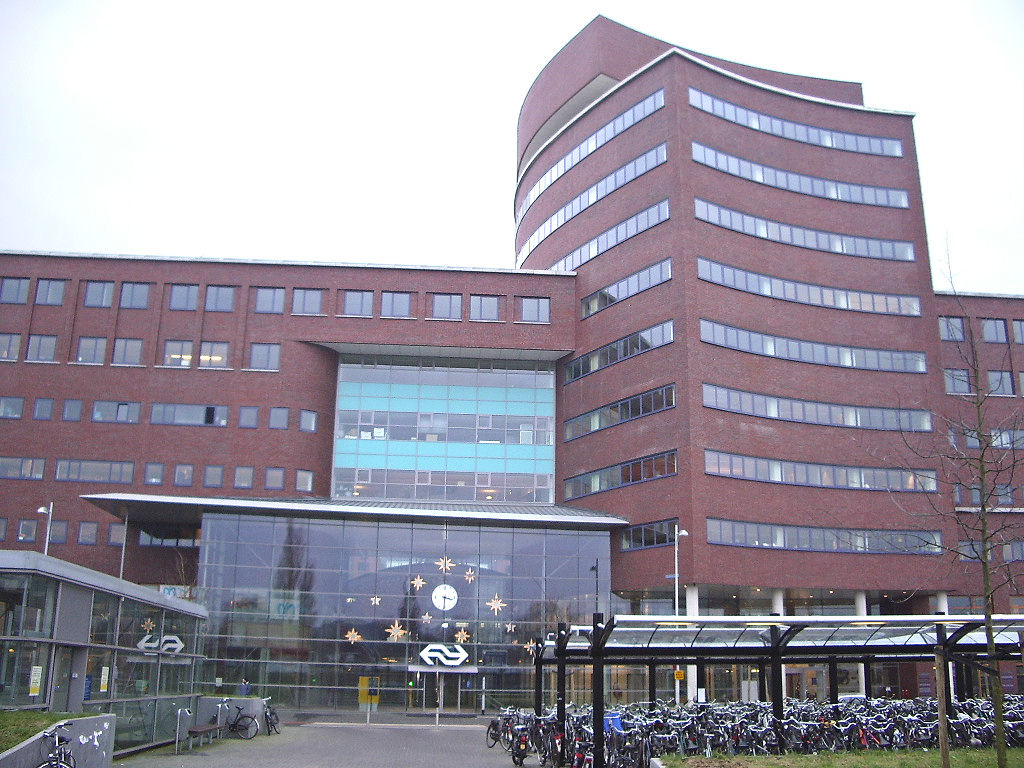
Achteringang met fietsenstalling
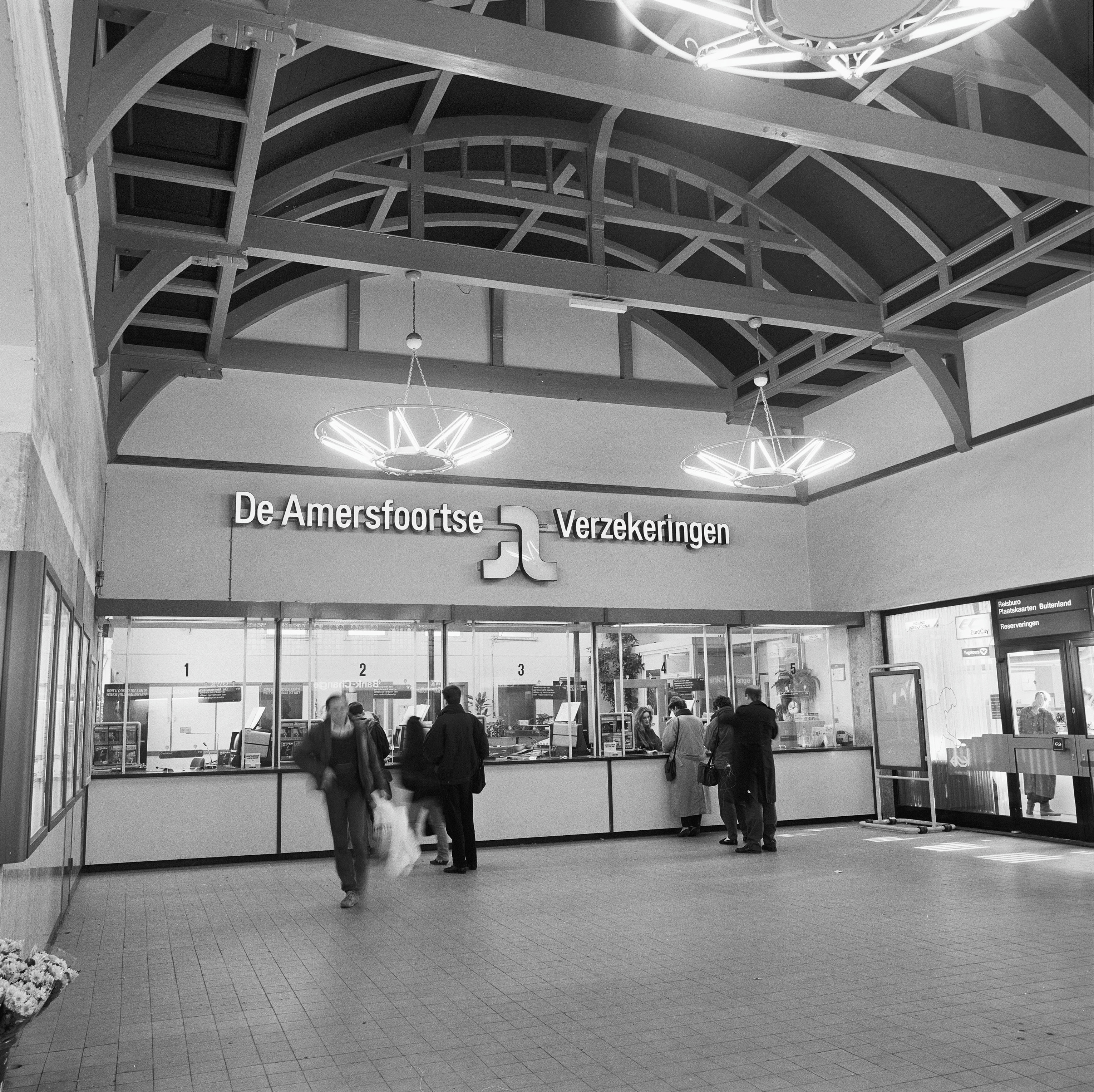
Interieur stationshal van het voormalige station
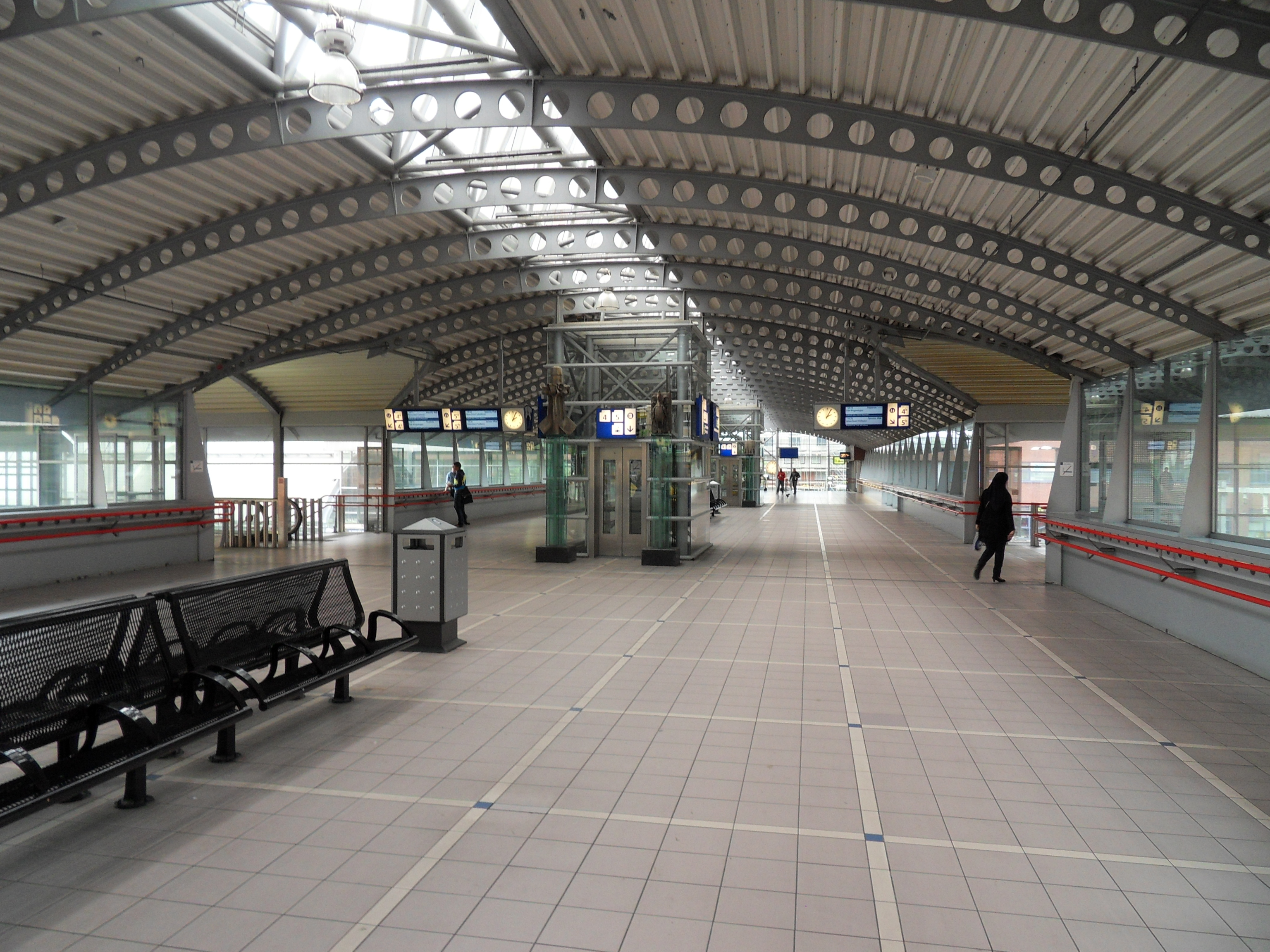
Interieur stationshal van het huidige station
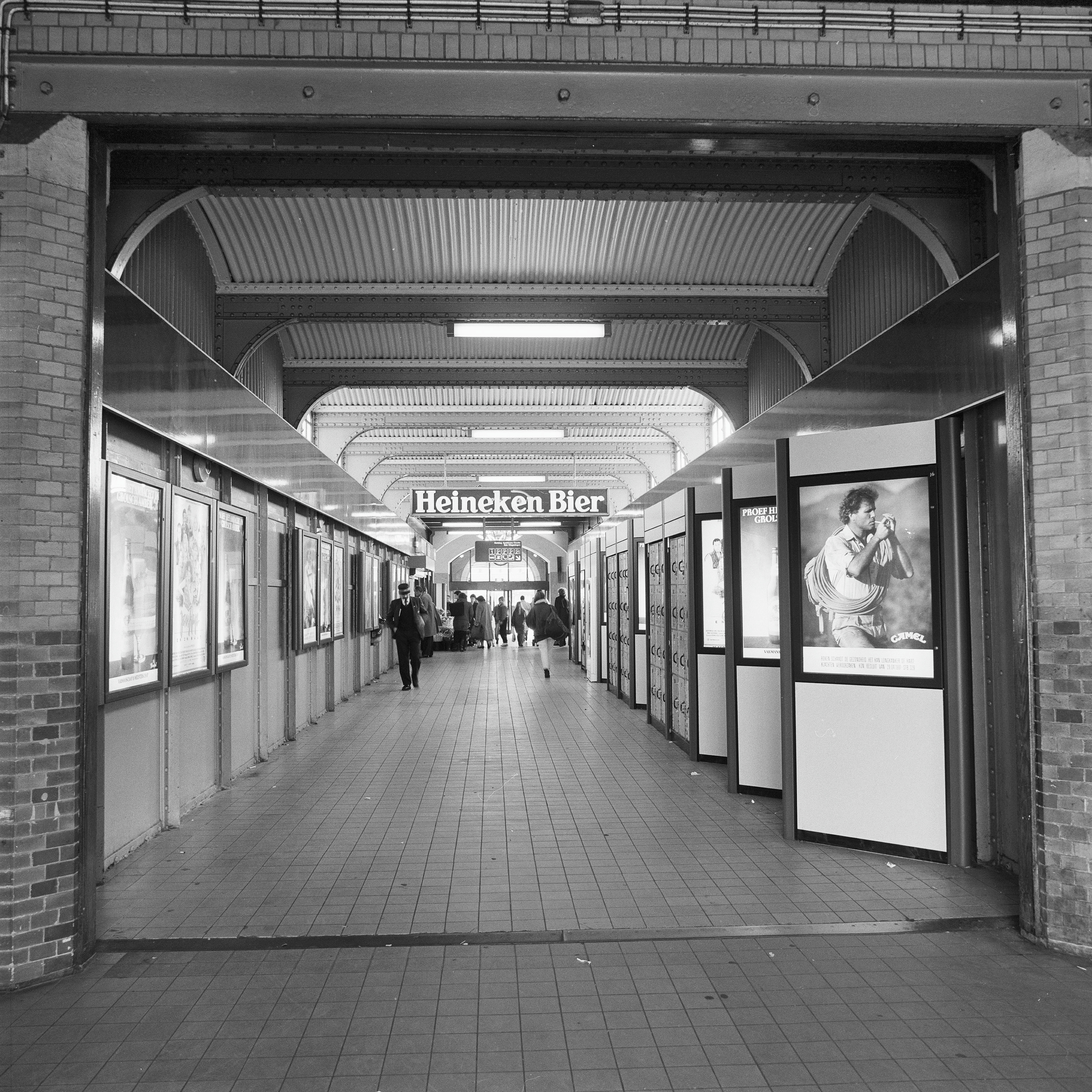
Interieur van de voormalige loopbrug tussen de perrons
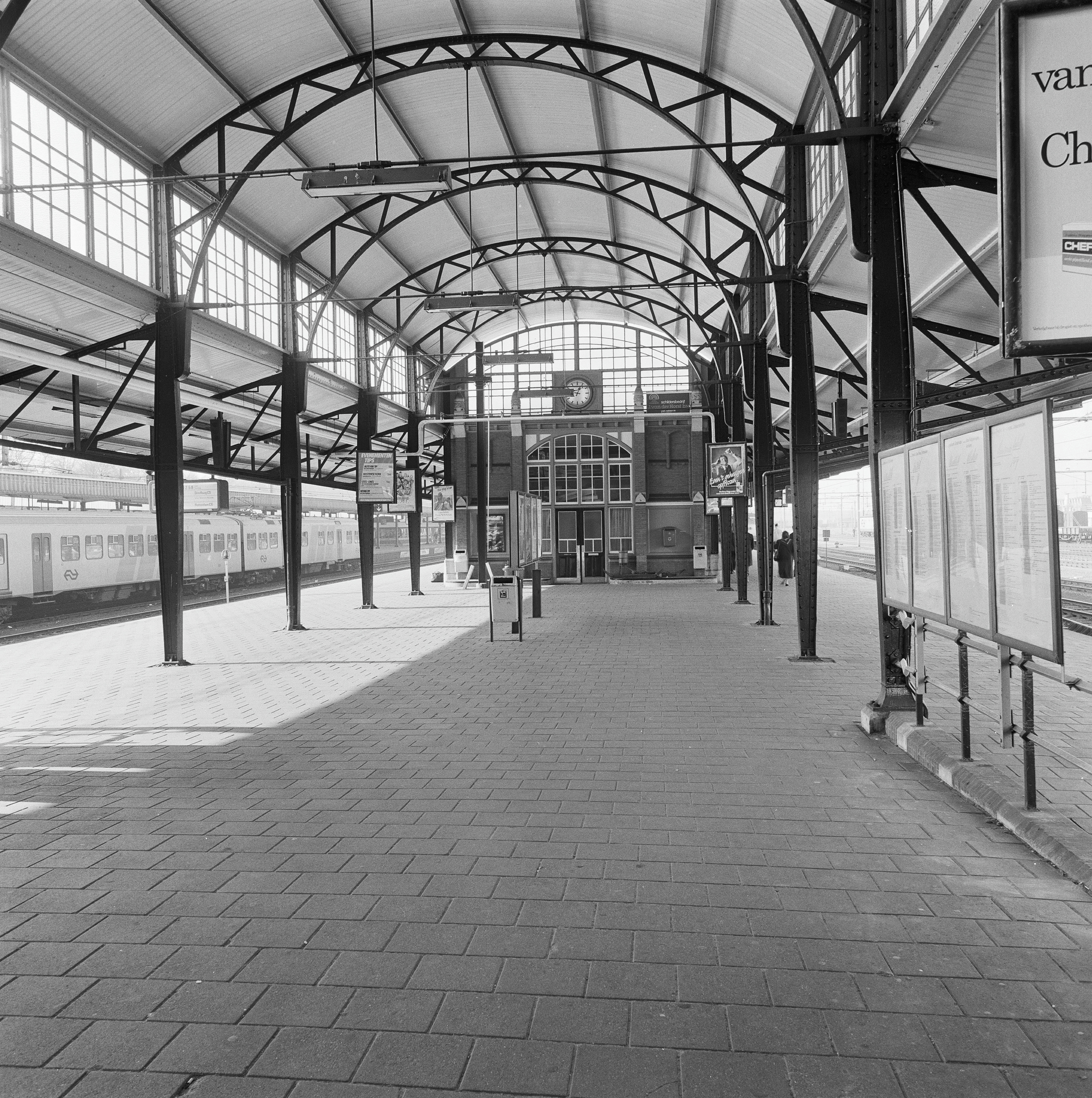
Onder de overkapping van het tweede perron
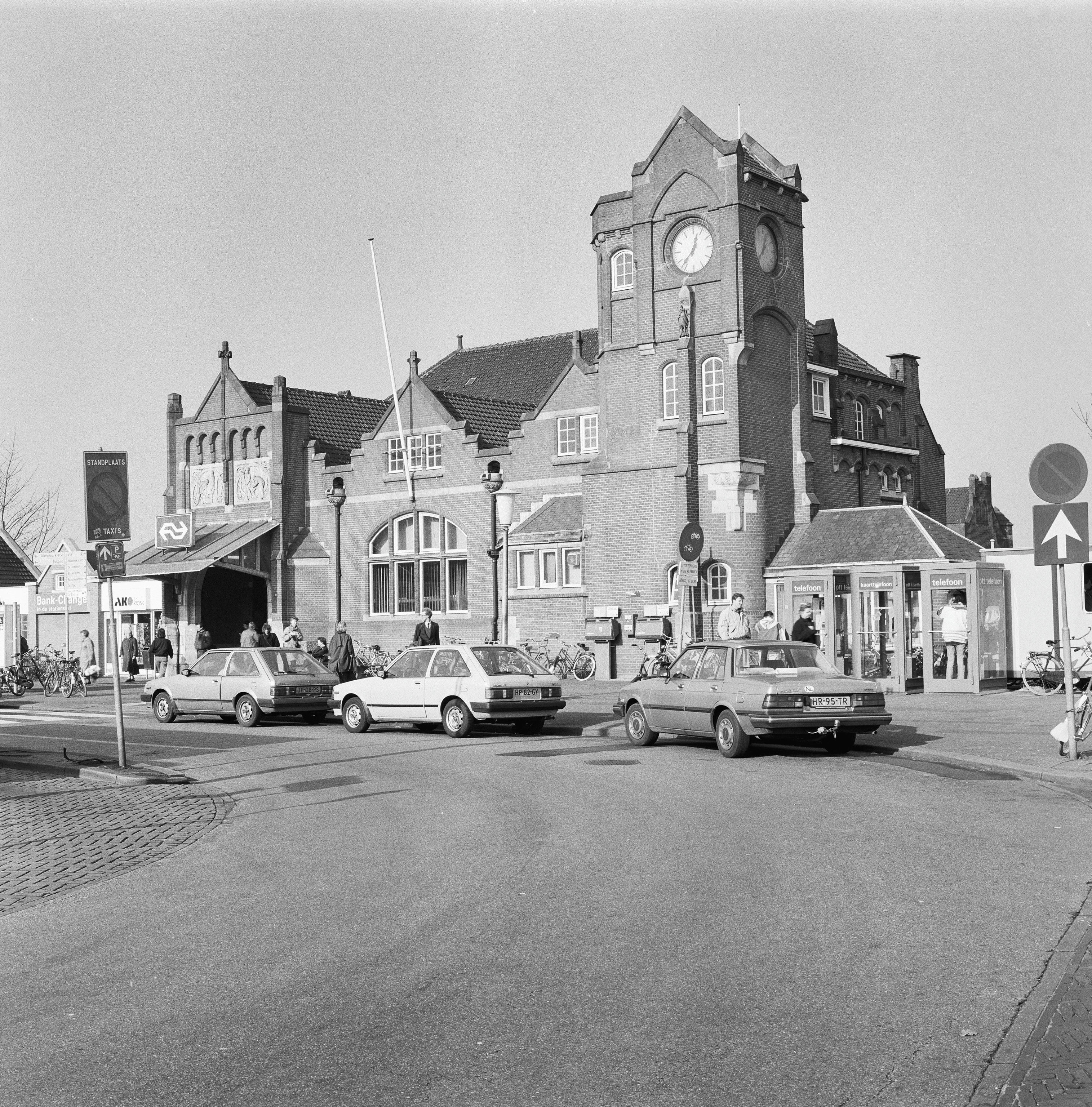
Het vroegere station Amersfoort uit 1901 in 1989
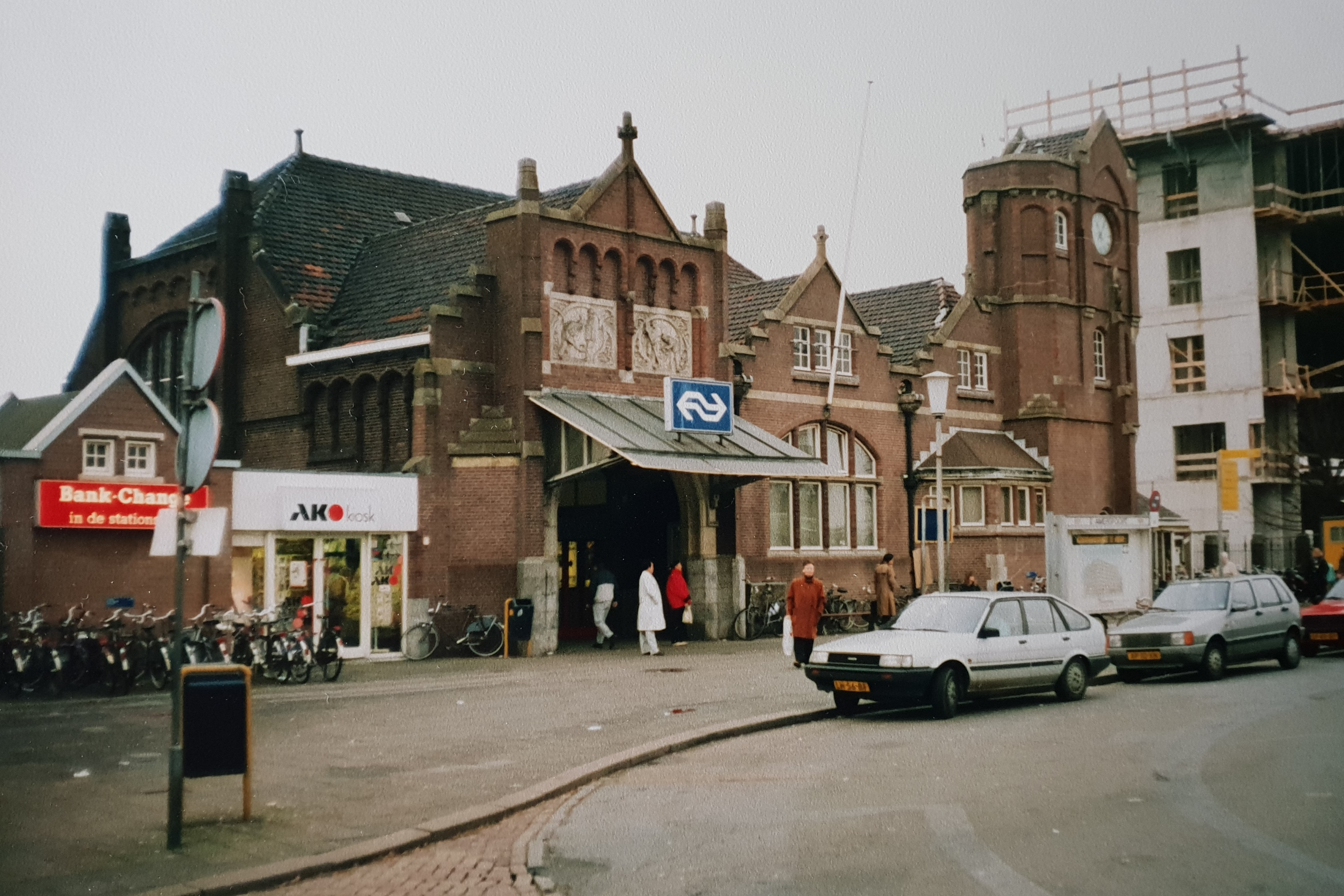
Station Amersfoort in 1990, straatzijde
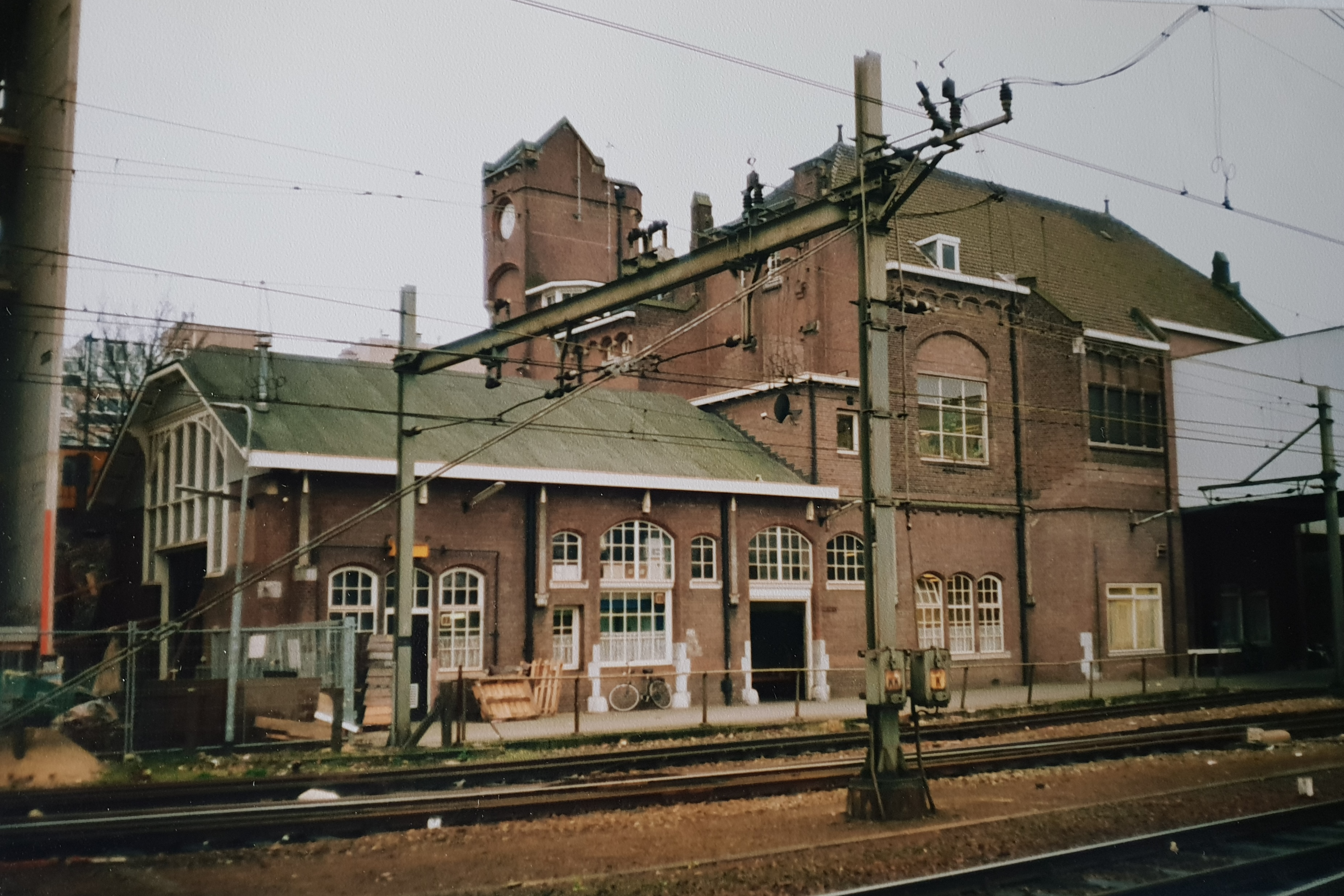
Station Amersfoort in 1990, spoorzijde
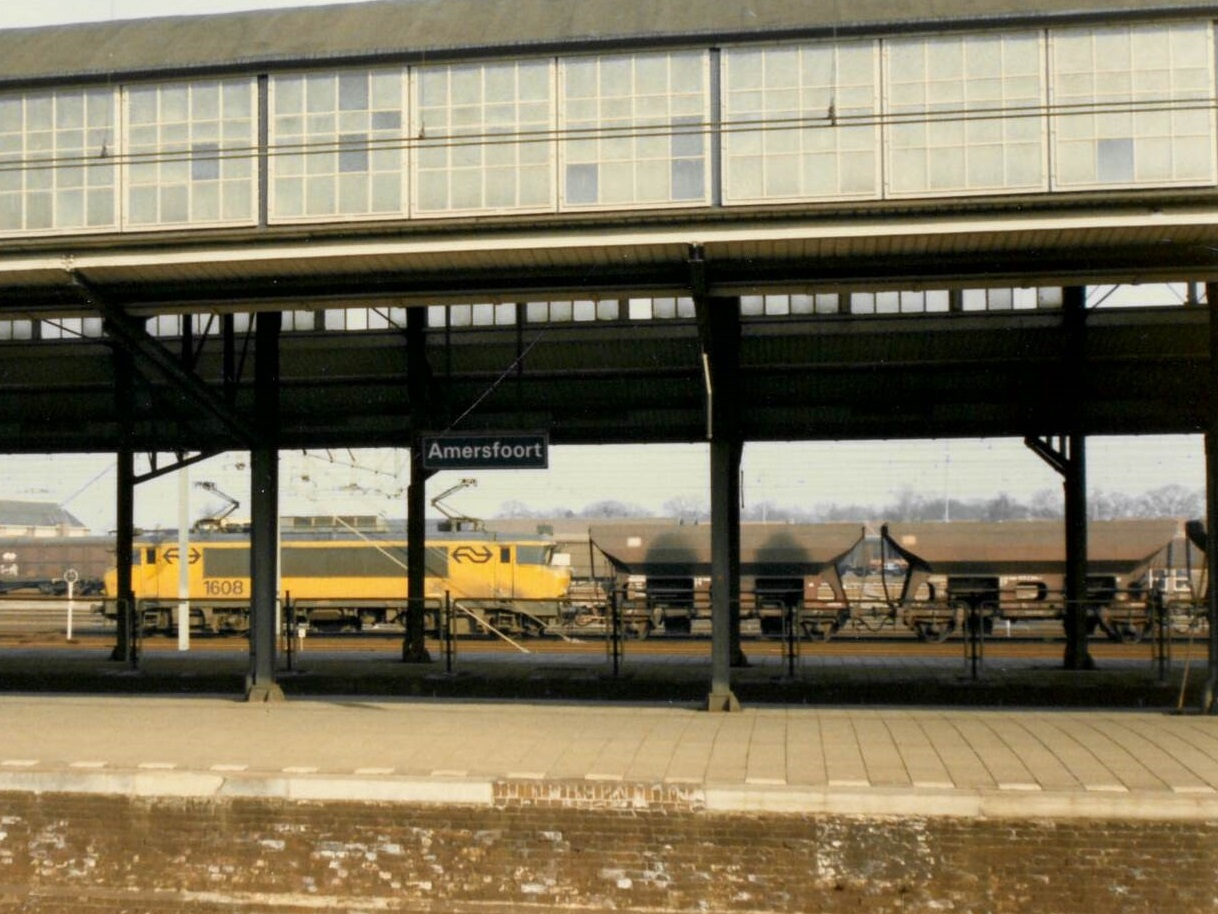
inmiddels verdwenen zakspoor (Spoor 22) in het tweede eilandperron, voor stoptreinen richting Amsterdam in 1987
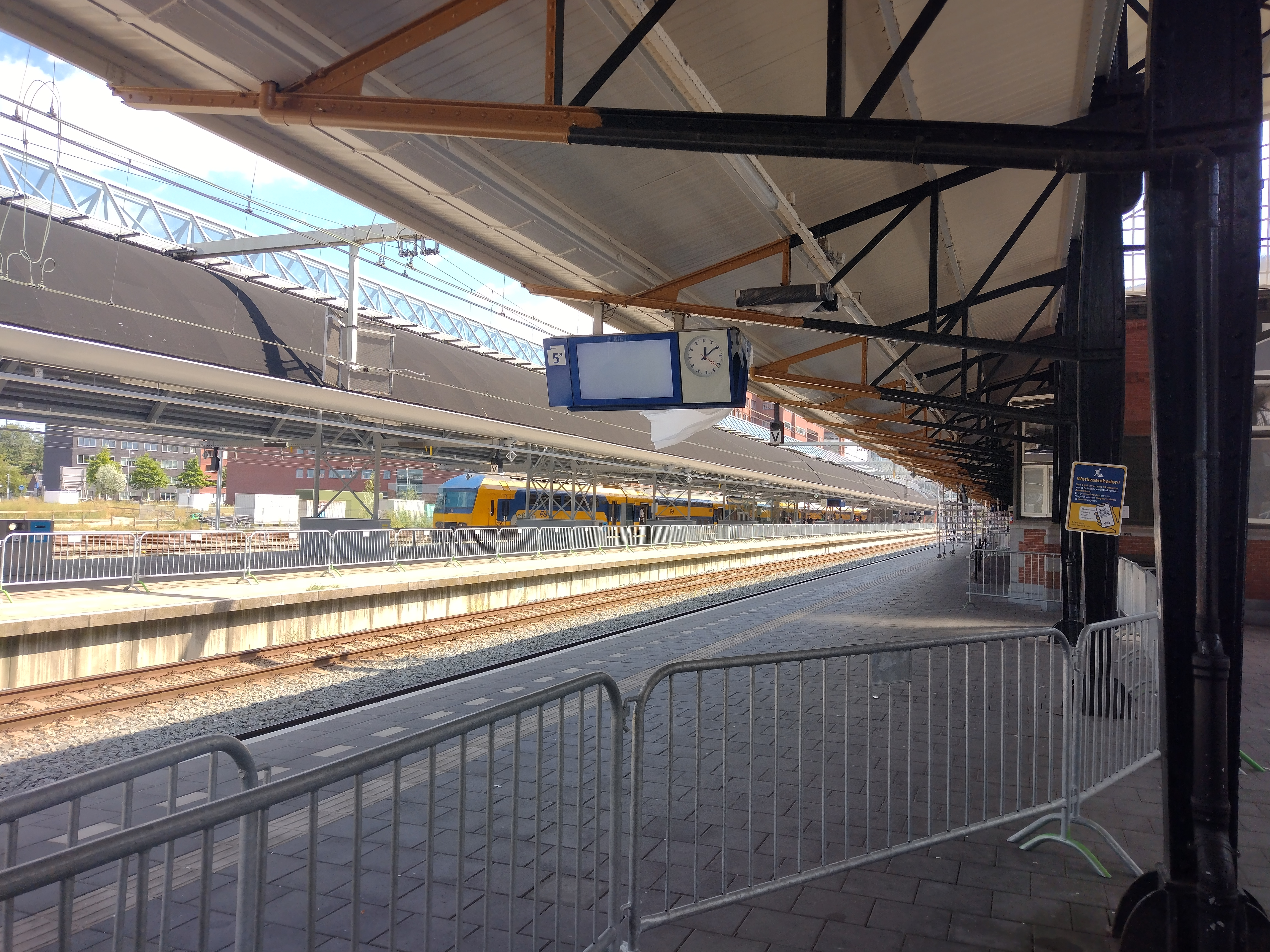
De perrons tijdens de grootschalige werkzaamheden bij het station in 2024
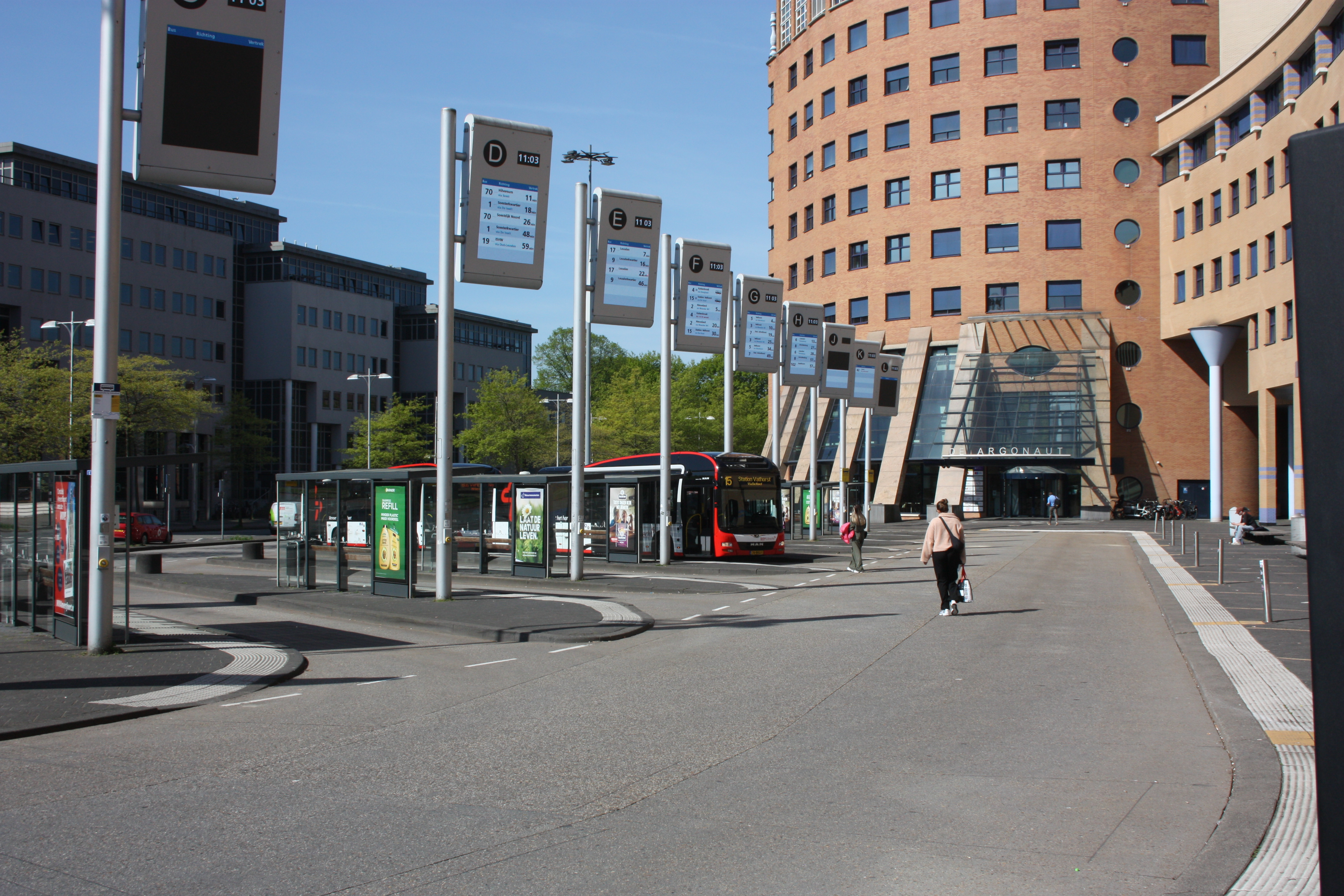
Het busstation

## Ontwikkeling aantal reizigers
Het aantal door NS vervoerde reizigers (per gemiddelde werkdag) ontwikkelde zich sedert 2019 als volgt:
| Jaar | Aantal reizigers |
| ---- | ---------------- |
| 2019 | 57.084           |
| 2020 | 25.108           |
| 2021 | 25.355           |
| 2022 | 39.668           |
| 2023 | 45.442           |
| 2024 | 43.123           |

21: Kesteren ·
24: Rhenen ·
31: Veenendaal Centrum ·
33: Veenendaal West ·
36: De Haar ·
41: Woudenberg-Scherpenzeel ·
45: Leusden ·
50: Amersfoort Staat ·
51: Amersfoort
0: Utrecht Centraal ·
1: Utrecht Buurtstation ·
2:Amsterdamsche Straatweg ·
2: Vechtbrug ·
3: Utrecht Overvecht ·
5: Blauwkapel ·
7: Groenekan Oost ·
9: Bilthoven ·
12: Den Dolder ·
16: Soestduinen ·
19: De Vlasakkers ·
21: Amersfoort Centraal ·
22: Amersfoort NCS ·
23: Amersfoort Koppel ·
24: Bloemendaalsche Weg ·
25: Amersfoort Schothorst ·
26: Liendert ·
28: Hooglanderveen ·
28: Amersfoort Vathorst ·
29: Hoevelaken ·
30: Slichtenhorst ·
32: Nijkerk ·
34: Diermen ·
36: Hooge Steeg ·
38: Bijsteren ·
40: Putten ·
43: Volenbeek ·
45: Ermelo ·
47: Horst-Tonsel ·
49: Harderwijk ·
55: Hulshorst ·
58: Nieuw Groeneveld ·
64: Nunspeet ·
70: 't Harde ·
73: Oldebroek ·
79: Wezep ·
83: Hattemerbroek ·
88: Zwolle NCS ·
88: Zwolle ·
101: Kampen
0: Amsterdam Centraal ·
1: Oosterdok ·
2: Kattenburgerbrug ·
3: Sint Anthoniedijk ·
4: Amsterdam Muiderpoort ·
5: Amsterdam Science Park ·
7: Diemen (Diemerbrug) ·
8: Overweg langs de Diemen ·
13: Weesp ·
18: Keverdijksche Weg ·
22: Naarden-Bussum ·
23: Heerenstraat ·
24: Bussum Zuid ·
24: Grintweg Bussum - Hilversum ·
26: Kraailooschenweg ·
27: Hilversum Media Park ·
28: Hilversum ·
32: Zwarte Weg ·
36: Baarn ·
40: Groote Melmweg ·
45: Amersfoort Centraal ·
51: Hoevelaken ·
55: Terschuur ·
61: Barneveld-Voorthuizen ·
68: Stroe ·
75: Kootwijk ·
78: Assel ·
88: Apeldoorn ·
91: Apeldoorn De Maten ·
97: Klarenbeek ·
101: Voorst-Empe ·
104: Hoven ·
106: Zutphen
0: Amersfoort Centraal ·
6: Hoevelaken ·
16: Barneveld Noord ·
19: Barneveld Centrum ·
21: Barneveld Zuid ·
26: Lunteren ·
32: Ede Centrum ·
34: Ede-Wageningen
Abcoude · 
Amersfoort:
-Centraal · 
-Schothorst · 
-Vathorst · 
Baarn · 
Bilthoven · 
Breukelen · 
Bunnik · 
Den Dolder · 
Driebergen-Zeist · 
Hoevelaken · 
Hollandsche Rading ·
Houten · 
-Castellum · 
Leerdam · 
Maarn · 
Maarssen · 
Rhenen · 
Soest · 
-Zuid · Soestdijk · 
Utrecht:
-Centraal · 
-Leidsche Rijn · 
-Lunetten · 
-Maliebaan · 
-Overvecht · 
-Terwijde · 
-Vaartsche Rijn · 
-Zuilen · 
Veenendaal: 
-Centrum · 
-West · 
Vleuten · 
Woerden
Voormalige stations: zie de lijst van voormalige spoorwegstations in Utrecht